# Olten (gemeente)
Olten is een stad in het Zwitserse kanton Solothurn aan de Aare met ca. 18.000 inwoners (2017).

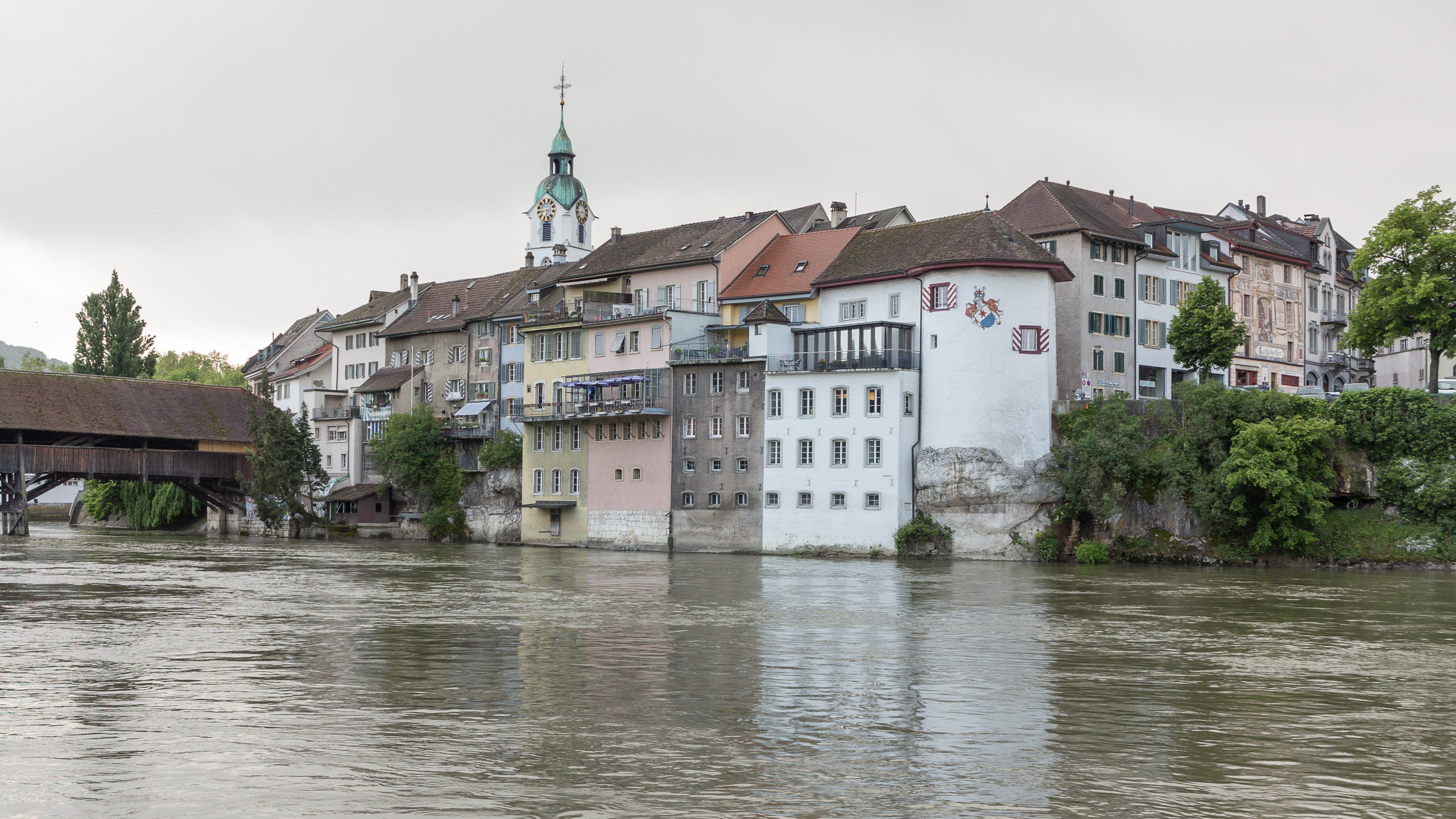
Oude stad en Aare

Station Olten is een spoorwegknooppunt in Zwitserland en ligt per trein minder dan 30 minuten verwijderd van de steden Zürich, Bern, Bazel en Luzern.
De oudste documenten over Olten stammen uit het jaar 1201. Uit archeologische vondsten blijkt dat de plaats al aan het begin van de jaartelling bewoond was.
Tot de bekende inwoners behoorde Bruno Bernard Heim.

## Partnersteden
- Altenburg (Duitsland)

## Geboren
- Martin Disteli (1802-1844), schilder
- Benedikt von Arx (1817-1875), notaris, rechter en politicus
- Eugen Dietschi-Kunz (1881-1951), boekdrukker en historicus
- Clara Büttiker (1886-1967), journaliste, feministe en schrijfster
- Alice Bucher (1898-1991), uitgeefster
- Maria Felchlin (1899-1987), strijdster voor vrouwenkiesrecht
- Paul Hermann Müller (1899-1965), chemicus en Nobelprijswinnaar (1948)
- Lilian Uchtenhagen (1928-2016), politica
- Alex Capus (1961), schrijver
- Gökhan Inler (1984), voetballer
- Thomas Frei (1985), wielrenner

## Overleden
- Benedikt von Arx (1817-1875), notaris, rechter en politicus
- Clara Büttiker (1886-1967), journaliste, feministe en schrijfster